# أثر صناعة الفحم على البيئة

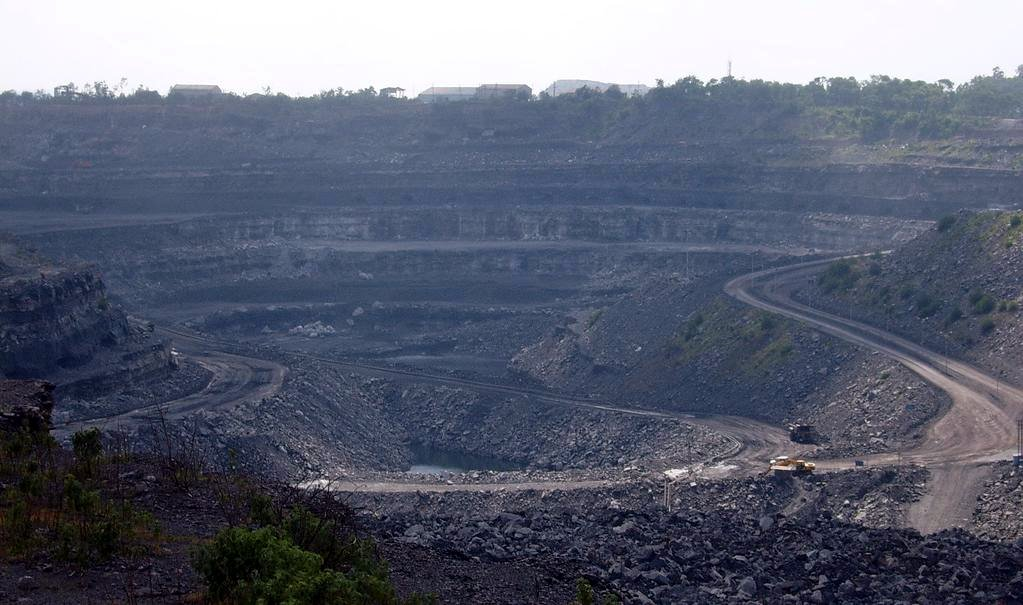
موقع تعدين سطحي للفحم في بيهار بالهند

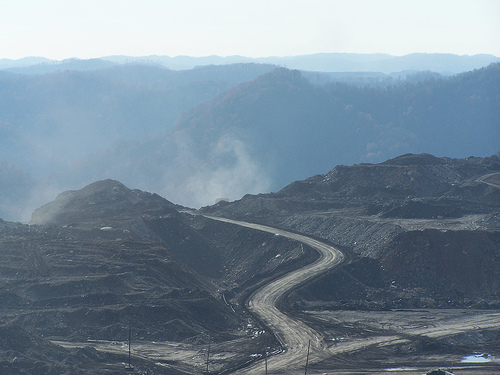
عملية تعدين بإزالة قمة جبل في الولايات المتحدة

يشمل الأثر البيئي لصناعة الفحم مشكلات من قبيل استخدام الأراضي، وإدارة المخلفات، وتلوثالمياه والهواء الناجم عن تعدين الفحم، ومعالجته، واستخدام منتجاته. بالإضافة إلى التلوث الجوي، يسفر حرق الفحم عن مئات الملايين من أطنان المخلفات الصلبة سنويًا، والتي تشمل الرماد المتطاير، والرماد المتراكم في القاع، وترسبات عمليات نزع الكبريت من غازات المداخن والتي تحتوي على الزئبق، واليورانيوم، وثوريوم، والزرنيخ, وغير ذلك من المعادن الثقيلة.
يتسبب حرق الفحم في آثار صحية حادة.
Toxic Air: The Case for Cleaning Up Coal-fired Power Plants (PDF) (Report). American Lung Association. 2011. ص. ?. مؤرشف من الأصل (PDF) في 2020-01-01. اطلع عليه بتاريخ 2012-03-09. {{استشهاد بتقرير}}: الوسيط غير المعروف |شهر= تم تجاهله يقترح استخدام |تاريخ= (مساعدة)
"Environmental impacts of coal power: air pollution". Union of Concerned Scientists. مؤرشف من الأصل في 2016-10-14. اطلع عليه بتاريخ 2012-03-09.
تشير تقديرات التقارير الصادرة عن منظمة الصحة العالمية في عام 2008، وعن المجموعات المعنية بالبيئة في عام 2004، إلى أن تلوث جسيمات الفحم يخفض من أعمار نحو مليون نسمة سنويًا بجميع أنحاء العالم، ويبلغ هذا العدد في الولايات المتحدة حوالي 24000 نسمة في العام.
"Deadly Power Plants? Study Fuels Debate". MSNBC. 9 يونيو 2004. مؤرشف من الأصل في 2013-01-20. اطلع عليه بتاريخ 2012-03-06.
يؤدي تعدين الفحم إلى آثار صحية بيئية سلبية أخرى كبيرة، مثل تدفق الماء الملوث من التعدين بإزالة قمم الجبال.
توصلت إحدى الدراسات البحثية الممولة من قِبل الاتحاد الأوروبي، والمعروفة باسم ExternE، أو الآثار الخارجية للطاقة، والتي استمرت في الفترة ما بين 1995 و2005، إلى أن تكلفة إنتاج الكهرباء من الفحم ستتضاعف عن قيمتها الحالية، إذا وُضِع في الاعتبار التكاليف الخارجية، مثل الدمار الذي يلحق بالبيئة وصحة الإنسان نتيجة المواد الجسيمية المنقولة جوًا، وأكاسيد النيتروجين، والكروم سداسي التكافؤ، وانبعاثات الزرنيخ الناتجة عن الفحم. وقد قدّرت هذه الدراسة أن التكاليف الخارجية للأنشطة الدنيا بصناعة الوقود الحفري تصل إلى 1-2% من إجمالي الناتج المحلي للاتحاد الأوروبي بالكامل، مع اعتبار الفحم الوقود الحفري الرئيسي المسؤول عن ذلك. وقد كانت هذه التقديرات قبل تضمين التكلفة الخارجية لظاهرة الاحترار العالمي. توصلت الدراسة، كذلك، إلى أن التكاليف البيئية والصحية للفحم وحده تبلغ 0.06 يورو/كيلووات، أو 6 سنتات/كيلووات، في حين تتمثل أقل مصادر الطاقة في التكاليف الخارجية في الطاقة النووية، التي تبلغ تكلفتها 0.0019 يورو/كيلووات، وطاقة الرياح، التي تبلغ تكلفتها 0.0009 يورو/كيلووات.

## إدارة المياه
يتطلب التعدين السطحي كميات كبيرة من المياه من أجل محطات إعداد الفحم وإخماد الأتربة. ولتلبية هذه الحاجة، تستفيد المناجم من مصادر المياه السطحية والجوفية الموجودة في المناطق الزراعية والسكنية القريبة منها (وتزيلها)، الأمر الذي يقلل من إنتاجية هذه العمليات أو يوقفها تمامًا. ونادرًا ما تعود هذه المصادر المائية (بمجرد انفصالها عن بيئتها الطبيعية) بعد عمليات التعدين، مما يؤدي إلى تدهور دائم في الإنتاجية الزراعية. وللتعدين تحت الأرض تأثير مشابه (لكنه أقل حدة)، بسبب انخفاض الحاجة للمياه اللازمة لإخماد الأتربة؛ لكنه يظل بحاجة لكمية مياه كافية لغسل الفحم.